# Фиксированная форма действия
Фиксированная форма действия (ФФД) — в этологии специфичные для каждого вида животных движения, форма которых является постоянной, закреплённой генетически.

## Происхождение термина
Согласно классическим представлениям Конрада Лоренца, основу поведения, его базовые единицы составляют специфичные для каждого вида животных движения, форма которых является постоянной, закреплённой генетически. Эти движения он назвал «инстинктивными действиями» (нем. Instinkthandlungen), а также «наследственными координациями» (нем. Erbkoordinationen), и именно последний термин, переведённый Николасом Тинбергеном на английский язык как «fixed action pattern» (по-русски буквально — фиксированная форма действия), с 50-х гг., закрепился в этологии для их обозначения.
В русскоязычной литературе также переводились как комплексы фиксированных действий (КФД).

## Свойства фиксированных форм действия
Понятие «фиксированные формы действия» занимает центральное место в этологическом мышлении. Это моторные стереотипы, служившие объектом большей части исследований в рамках классической этологии; они примерно соответствуют завершающим актам, которые рассматривал У. Крэг.
Хотя разные авторы в описании фиксированных форм действия делают упор на разные особенности, все их можно свести к следующим пунктам:
- ФФД рассматриваются как стереотипные, так как они состоят из ряда двигательных актов, образующих жёсткую, предсказуемую и высокоорганизованную последовательность.
- ФФД — это сложные комплексы движений, и именно сложность отличает их от простых рефлексов.
- ФФД проявляются у всех представителей данного вида или по крайней мере у всех особей данного пола, относящихся к определённой возрастной группе и находящихся в определённом физиологическом состоянии.
- ФФД вызываются простыми, не высокоспецифичными стимулами.
- Это самоистощающиеся реакции: само осуществление ФФД ведёт к тому, что его становится труднее вызвать вновь. Повторное вызывание ФФД затрудняется не столько их последствиями, сколько самим их проявлением.
- Считается, что в случае ФФД внешние раздражители необходимы лишь в качестве пусковых стимулов, то есть, будучи однажды вызваны, они продолжаются независимо от внешних стимулов. Начавшись, ФФД будет продолжаться, даже если в среде возникнут изменения, в результате которых это поведение перестанет быть уместным.
- Возникновение ФФД считают независимым от прошлого опыта; ФФД осуществляются практически полностью с самого первого раза.